# دهان (صوغان)
دهان (بالفارسية: دهان) هي قرية تقع في إيران في قسم صوغان الريفي. يقدر عدد سكانها بـ 55 نسمة .